# یره لهتینن
یره لهتینن (فنلاندی: Jere Lehtinen؛ زادهٔ ۲۴ ژوئن ۱۹۷۳) بازیکن هاکی روی یخ اهل فنلاند بود.
وی همچنین برندهٔ جوایزی همچون جام استنلی شده‌است.